# Sydney Gun-Munro
Sir Sydney Douglas Gun-Munro, GCMG, MBE, FRCS, (* 29. November 1916 in Grenada; † 1. März 2007 auf Bequia, Grenadinen, St. Vincent und die Grenadinen) war ein Politiker im Karibikstaat St. Vincent und die Grenadinen. Er war von 1976 bis 1979 letzter Gouverneur der britischen Kolonie und von 1979 bis 1985 erster Generalgouverneur im unabhängigen Staat St. Vincent und die Grenadinen und damit Repräsentant von Königin Elisabeth II. als Staatsoberhaupt.

## Leben
Gun-Munro war das achte Kind des aus Schottland stammenden Barclay Justin Gun-Munro, der bereits 1927 verstarb als Sydney Gun-Munro elf Jahre alt war. Er selbst besuchte die Anglican Primary School in Grenada und im Anschluss mit finanzieller Unterstützung durch ein Stipendium die Grenada Boys’ Secondary School. Anschließend erhielt er ein Stipendium von Grenada, das ihm ein Studium der Medizin am King’s College Hospital in London ermöglichte und das er 1942 mit einem Bachelor in Medicine (B.M.) sowie einem Bachelor of Science (B.Sc.) abschloss. Als während des Zweiten Weltkrieges die Anatomie- und Physiologie-Abteilungen des King’s College Hospital nach Glasgow verlegt wurden, wurde er dort Mitarbeiter. Nach seiner Rückkehr nach London wurde er Chirurg am Horton Emergency Hospital in Epsom, war aber daneben auch weiterhin am King’s College Hospital tätig. Danach war er Oberarzt am Lewisham Hospital.
Nach seiner Rückkehr nach Grenada war Gun-Munro zwischen 1946 und 1949 als Bezirksarzt tätig, ehe er 1949 eine Stelle als Chirurg am Colonial Hospital in Kingstown, der Hauptstadt von St. Vincent und die Grenadinen, antrat und dort bis 1971 tätig war. Für seine dortigen Verdienste wurde er zum 1. Januar 1957 Mitglied des Order of the British Empire (MBE). Zwischenzeitlich absolvierte er eine Fortbildung für Augenheilkunde im Vereinigten Königreich und erhielt erst 1963 Unterstützung durch einen weiteren Chirurgen bei damals 90.000 Einwohnern.
Am 1. Januar 1977 löste er Rupert John als Gouverneur von St. Vincent und die Grenadinen. Als solcher wurde er 1977 zum Knight Bachelor geschlagen und führte daraufhin den Namenszusatz „Sir“. Er wurde am 27. Oktober 1979 erster Generalgouverneur im unabhängigen Staat St. Vincent und die Grenadinen und damit Repräsentant von Königin Elisabeth II. als Staatsoberhaupt. Zum 29. Oktober 1979 wurde er auch zum Knight Grand Cross des Order of St. Michael and St. George (GCMG) erhoben. Das Amt des Generalgouverneurs bekleidete er bis zum 28. Februar 1985 und wurde daraufhin von Joseph Lambert Eustace abgelöst.
Gun-Munro war mit der britischen Krankenschwester Joan Estelle Benjamin verheiratet. Aus dieser Ehe gingen Tochter Sandra sowie die Söhne Rodney und Michael Gun-Munro hervor.